# Nereis minima
Nereis minima är en ringmaskart som beskrevs av Jean-Baptiste Lamarck 1801. Nereis minima ingår i släktet Nereis och familjen Nereididae. Inga underarter finns listade i Catalogue of Life.